# Список файловых систем
Это список файловых систем (ФС) и сетевых протоколов, эмулирующих работу файловой системы, с небольшим описанием. Чтобы узнать более, вы можете пройти по соответствующей ссылке.
Некоторые старые операционные системы поддерживали только одну свою собственную файловую систему. В таких случаях файловая система не имела какого-то определённого названия. Такие файловые системы могут отсутствовать в данном списке.

## Дисковые файловые системы
Дисковые файловые системы обычно являются поток-ориентированными. Файлы в поток-ориентированных файловых системах представляются последовательностью битов, часто предоставляют такие функции, как чтение, запись, изменение данных и произвольный доступ.
| Название                             | Дата представления, платформа               | Операционная система                         | Разработчик                                                                                             | Комментарий |
| ------------------------------------ | ------------------------------------------- | -------------------------------------------- | --- | --- |
| ADFS                                 | 1983                                        | Acorn MOS                                    | Acorn Computers                                                                                         | Является преемником DFS. |
| AdvFS                                | 1993                                        | Digital UNIX / Tru64 UNIX                    | DEC | — |
| Acer Fast File System (AFFS)         | 1989 (SCO Unix/Xenix Release 3.2)[уточнить] | SCO OpenServer, SCO Unix/Xenix               | Acer Counterpoint                                                                                       | Не путать с Andrew File System |
| Ami File Safe                        | 1990-е                                      | Amiga                                        | Fourth Level Development                                                                                | Коммерческая ФС. Структурно совместима с PFS. |
| Amiga Fast File System (FFS)         | 1988                                        | AmigaOS, AmigaOS 4, MorphOS                  | Commodore Amiga Inc.                                                                                    | Не путать с Berkley Fast File System. Поддерживается (в целях обратной совместимости) AmigaOS 4 и MorphOS. На данный момент считается устаревшей. Имеет расширения FFS1, FFS Intl, FFS DCache, FFS2. |
| AthFS                                | ???                                         | AtheOS                                       | ??? | 64-битная журналируемая ФС. Используется в ОС Syllable |
| Apple File System (APFS)             | 2016                                        | macOS                                        | Apple inc.                                                                                              | 64-битная файловая система для IOS, MacOS, tvOS и watchOS оптимизированная для SSD. |
| BeFS (Be File System, BFS)           | 1997                                        | BeOS                                         | Be Inc.                                                                                                 | — |
| Btrfs                                | 2007                                        | Linux                                        | Oracle                                                                                                  | ФC, основанная на структурах двоичных деревьев (B-Tree) |
| CBMFS                                | ???                                         | Commodore 64 (FDD)                           | ??? | — |
| Chan FAT                             | 2006                                        | ???                                          | ChaN | Свободно распространяемая версия FAT для микроконтроллеров с поддержкой NAND, NOR, а также длинных имен и коротких имен. |
| CMDFS                                | ???                                         | —                                            | Creative Micro Designs                                                                                  | Расширение ФС CMBFS, добавленное Creative Micro Designs для использования своих 3.5" флоппи дисководов, RAM-дисков и контроллеров жестких дисков. |
| Cramfs (Compressed ROM file system)  | ???                                         | ???                                          | ??? | --- |
| CSI-DOS                              | ???                                         | БК                                           | ??? | Использовалась на БК в ОС CSI-DOS |
| Desktop File System (DTFS)           | ???                                         | SCO OpenServer                               | SCO | ФС, специализирующаяся на сжатии |
| EAFS                                 | ???                                         | SCO OpenServer                               | SCO | Extended Acer Fast Filesystem, обычно используется для хранения начального загрузчика и ядра в семействе UNIX‐овых ОС SCO OpenServer и монтируется как /boot. |
| EFS (IRIX)                           | ???                                         | IRIX                                         | Silicon Graphics                                                                                        | Устаревшая поблочная система для ОС IRIX |
| EFS                                  | 2000                                        | Windows                                      | Microsoft                                                                                               | Расширение для ФС NTFS, реализующее шифрование на уровне файлов. |
| exFAT (FAT64)                        | ноябрь 2006                                 | Windows, Mac OS X                            | Microsoft                                                                                               | Улучшенная версия файловой системы FAT |
| ext                                  | 1992 (Linux 0.96c)                          | Linux                                        | Реми Кард                                                                                               | Расширенная ФС, разработанная для ОС на ядре Linux |
| ext2                                 | 1993 (Linux)                                | Linux                                        | Реми Кард                                                                                               | Вторая версия Расширенной файловой системы для Linux |
| ext3                                 | 2001 (Linux 2.4.15)                         | Linux                                        | Стивен Твиди                                                                                            | Журналируемая версия ext2 |
| ext3cow                              | 2003                                        | Linux                                        | Zachary Peterson, Стивен Твиди, Реми Кард, Theodore Ts'o, Andreas Gruenbacher, Andreas Dilger, et al.   | Версия ext3 с поддержкой снимков файловой системы |
| ext4                                 | 2008 (Linux)                                | Linux                                        | Mingming Cao, Andreas Dilger, Alex Zhuravlev (Tomas), Dave Kleikamp, Theodore Ts'o, Eric Sandeen, и др. | Новая версия файловой системы ext3, с поддержкой экстентов |
| FAT                                  | 1976-1977                                   | DOS, Windows                                 | Microsoft                                                                                               | Различается размером таблиц (12, 16 и 32 бит) |
| FATX                                 | ???                                         | —                                            | Microsoft                                                                                               | Закрытая модифицированная версия FAT, используется в оригинальных игровых консолях Xbox |
| GCR                                  | ???                                         | ???                                          | ??? | Формат хранения данных на 5¼″ дискетах, использовавшихся 8‐ми битными Apple II и Commodore Business Machines. |
| Fossil (файловая система)            | ???                                         | Plan 9                                       | Bell Labs                                                                                               | Архивная файловая система |
| Files-11                             | ???                                         | OpenVMS                                      | ??? | — |
| HFS                                  | ???                                         | Mac OS                                       | ??? | Hierarchical File System, использовалась в старых версиях ОС семейства Mac OS |
| HFS Plus (HFS+)                      | 2008                                        | Mac OS                                       | ??? | Обновлённая версия HFS, используемая в последних версиях ОС семейства Mac OS |
| HPFS                                 | ???                                         | OS/2                                         | ??? | High Performance Filesystem, используется в ОС OS/2 |
| High Throughput File System (HTFS)   | ???                                         | SCO OpenServer 5                             | SCO | High Throughput Filesystem, файловая система ОС SCO OpenServer 5. |
| ISO 9660                             | ???                                         | —                                            | ??? | Используется на CD-ROM и DVD дисках. Имеет расширения Rock Ridge и Joliet. |
| JFS                                  | ???                                         | Linux, OS/2, AIX                             | IBM | Журналируемая файловая система, поддерживает экстенты |
| LFS                                  | ???                                         | BSD                                          | ??? | — |
| Lustre                               | 2001                                        | Linux                                        | Cluster File Systems                                                                                    | это кластерная файловая система |
| Macintosh File System                | 1984                                        | Mac OS                                       | ??? | Файловая система, когда-то использовавшаяся в ранних ОС семейства Mac OS |
| Minix                                | ???                                         | Minix                                        | ??? | — |
| MicroDOS                             | ???                                         | БК                                           | ??? | Файловая система с не фрагментируемым форматом записи файлов. Использовалась на персональных компьютерах БК в операционных системах MKDOS, AO-DOS, NORD, MicroDOS, NORTON-БК, PascalDOS и др. Поддерживалась только для чтения в ANDOS. В различных ОС зачастую поддерживались отличающиеся друг от друга, не всегда полностью совместимые модификации. |
| Multiuser Filesystem (MUFS)          | ???                                         | AmigaOS                                      | ??? | Расширение для файловых систем AmigaOS, позволяющее реализовать пользовательские права |
| NetWare File System                  | ???                                         | NetWare                                      | Novell                                                                                                  | Оригинальная ФС для NetWare 2.x — 5.x, используемая опционально в следующих версиях. |
| Next3                                | 2010 (Linux 2.6)                            | Linux                                        | CTERA Networks                                                                                          | ФС с поддержкой слепков ФС. Базируется на коде ext3. Исходные коды проекта распространяются под лицензией GNU GPL. |
| NILFS                                | от верcии 2.6 и выше                        | Linux                                        | Nippon Telegraph and Telephone Cyber Space Laboratories                                                 | Linux-версия LFS. |
| Novell Storage Services (NSS)        | 1998                                        | NetWare (начиная с версии 5.0-up), GNU/Linux | Novell                                                                                                  | 64-битная журналируемая файловая система. Использует алгоритм «балансируемого дерева» |
| NTFS                                 | 1993                                        | Windows                                      | Microsoft                                                                                               | Закрытая журналируемая файловая система |
| NeXT                                 | 1990                                        | NeXTSTEP, OpenStep                           | NeXT | Файловая система компьютеров компании NeXT |
| Amiga Old File System (OFS)          | 1982-1985                                   | TripOS, AmigaOS                              | MetaComCo                                                                                               | Используется в основном для дискет |
| Professional File System (PFS)       | 1995                                        | AmigaOS                                      | Michiel Pelt                                                                                            | Также PFS2, PFS3, и т. п. развитая файловая система, доступная для ОС семейства AmigaOS и обладающая высокой надёжностью. |
| Qnx4fs                               | ???                                         | QNX                                          | ??? | Файловая система, используемая в QNX версиях 4 и 6. |
| Qnx6fs                               | ???                                         | QNX                                          | ??? | Новая copy-on-write файловая система, представленная в QNX 6.4.0 и используемая как основная начиная с 6.4.1. |
| ReFS                                 | 2012 (Windows Server 8)                     | Windows                                      | Microsoft                                                                                               | Предлагается как альтернатива файловой системе NTFS в сегменте систем хранения данных на базе продуктов Microsoft, с дальнейшей её миграцией в область клиентских систем. |
| ReiserFS                             | ???                                         | Linux                                        | Namesys                                                                                                 | Файловая система, разработанная специально для Linux и способная к журналированию. |
| Reiser4                              | ???                                         | Linux                                        | Namesys                                                                                                 | 4-я версия файловой системы ReiserFS. |
| S51K                                 | ???                                         | SCO OpenServer                               | ??? | AT&T UNIX System V 1KB файловая система, используется в SCO OpenServer. |
| SkyFS                                | ???                                         | SkyOS                                        | ??? | Файловая система разрабатываемая проектом SkyOS для замены используемой в текущий момент BFS от BeOS |
| Smart File System (SFS)              | 1998                                        | AmigaOS, AmigaOS 4, MorphOS, AROS            | John Hendrikx                                                                                           | Развитая журналируемая файловая система, доступная для ОС семейства AmigaOS, а также MorphOS и AROS. Одной из особенностей этой системы является возможность проводить дефрагментацию даже во время работы с файлами. |
| SpadFS                               | 2006                                        | Linux                                        | Mikuláš Patočka                                                                                         | Нежурналируемая файловая система, с возможностью просмотра хеша. |
| Squashfs (.sfs)                      | 2009 (Linux 2.6.29)                         | Linux                                        | Phillip Lougher, Robert Lougher                                                                         | Сжимающая файловая система, предоставляющая доступ к данным в режиме «только для чтения». |
| Standard Language File System (STL)  | ???                                         | ???                                          | IBM | --- |
| Tivo's Media File System             | ???                                         | ???                                          | TiVo | Патентованный, стойкий к ошибкам формат, используемый в жестких дисках Tivo для записи телевизионных передач. |
| Tux3 (tux3fs)                        | ???                                         | Linux                                        | ??? | Экспериментальная свободная файловая система для Linux. |
| Unix File System (UFS)               | 1982 (BSD 4.2)                              | BSD                                          | Калифорнийский университет в Беркли                                                                     | ФС, так же называемая Berkeley Fast File System или BSD Fast File System (BSD FFS) — стандартная система, разработанная в Беркли и использовавшаяся в старых ОС семейства BSD |
| Unix File System 2 (UFS2)            | ???                                         | BSD                                          | Калифорнийский университет в Беркли                                                                     | Используется в последних версиях ОС семейства BSD |
| Universal Disk Format (UDF)          | 1996                                        | —                                            | Optical Storage Technology Association                                                                  | Пакетная файловая система для устройств WORM/RW (таких как CD-RW и DVD). |
| Veritas File System (VxFS)           | 1991                                        | HP-UX, Solaris, Linux, AIX и др.             | Veritas                                                                                                 | Первая (по утверждению разработчика) коммерческая журналируемая файловая система. |
| VFAT                                 | ???                                         | ???                                          | Microsoft                                                                                               | Версия FAT, позволяющая длинные (до 255 знаков) имена файлов, вместо формата 8.3 имени файла. Некоторые методы, используемые в Windows, запатентованы. |
| Virtual storage access method (VSAM) | ???                                         | ???                                          | ??? | Транзакционная файловая система, манипулирующая виртуальным хранилищем данных |
| WinFS                                | проект закрыт [уточнить]                    | Windows                                      | Microsoft                                                                                               | Windows Future Storage, планируется как замена для NTFS. На данный момент существует только в бета версии и используется внутри компании Microsoft. |
| Write Anywhere File Layout (WAFL)    | ???                                         | Data ONTAP                                   | NetApp                                                                                                  | Внутренняя высокопроизводительная файловая система, используемая в специализированной ОС Data ONTAP в сетевых системах хранения данных от фирмы NetApp. |
| XFS                                  | 1994 (IRIX 5.3)                             | IRIX, GNU/Linux, BSD                         | Silicon Graphics                                                                                        | Высокопроизводительная журналируемая файловая система, создававшаяся изначально специально для IRIX. 1 мая 2001 года Silicon Graphics выпустила XFS под GNU General Public License. XFS отличается от других ФС тем, что она изначально была рассчитана для использования на дисках большого объёма.                                                    |
| Zettabyte File System (ZFS)          | 2005 (Open Solaris)                         | Open Solaris, Solaris                        | Sun Microsystems                                                                                        | Открытая файловая система. Используется в ОС Solaris 10, Solaris 11, Solaris Express Developer Edition, Solaris Express Community Edition, FreeBSD, Mac OS X Leopard, Linux (в userland). |
| ФС БК-11                             | ???                                         | ОС БК-11                                     | ??? | Использовалась на БК |

Примечания
1. ↑  Martin Marshall. «Intel-Architecture Unix: Still a Moving Target» (англ.) // InfoWorld. — 1989. — P. 64. Архивировано 19 сентября 2014 года. — «The new SCO release also adds a fast file system designed by Acer Counterpoint <…> According to SCO Xenix product manager Bill Brothers, the Acer Fast File System performance can be as high as 600 to 800 kilobytes per second, compare to about 100 kilobytes per second for standart Unix file formats.»
2. ↑  1.3 release confirmed on September 16, 1988 by Carolyn Scheppner of CATS in amiga.dev in BIX. Copy of BIX announcement from USENET
3. ↑  [FatFs - Generic FAT File System Module http://elm-chan.org/fsw/ff/00index_e.html].
4. ↑  Была впервые представлена в NTFS 3.0. Дата обращения: 17 февраля 2011. Архивировано 27 декабря 2009 года.
5. ↑  Rob Radez. 2.4.15-final. Linux kernel mailing list (23 ноября 2001). Дата обращения: 30 ноября 2010. Архивировано 26 августа 2011 года.
6. ↑  Microsoft’s Opposition to Datel’s Motion for Partial Summary Judgment Архивная копия от 25 апреля 2014 на Wayback Machine (PDF‐файл на сайте Electronic Frontier Foundation) — «FatX is an unpublished, proprietary format that is not readable using standard tools available on a Macintosh, Windows, or Linux computer.», много текста закрашено.
7. ↑  Sergey Ptashnick. «Открыт код Next3 - файловой системы для Linux с поддержкой слепков ФС». OpenNet.ru (9 июня 2010). Дата обращения: 17 февраля 2011. Архивировано 11 мая 2011 года.
8. ↑  Файловая система ReFS изнутри Released. R.Lab (16 марта 2012). Дата обращения: 28 марта 2012. Архивировано 13 августа 2013 года.
9. ↑  «Btrfs and Squashfs merged into Linux kernel» (англ.) (10 января 2009). Дата обращения: 4 января 2011. Архивировано 26 августа 2011 года.
10. ↑  Help — IBM AIX Compilers (недоступная ссылка)
11. ↑  VERITAS Foundation Suite and Foundation Suite HA 3.5. VERITAS. Дата обращения: 21 ноября 2007. Архивировано из оригинала 25 октября 2003 года.

### Файловые системы для твердотельных накопителей
Твердотельные носители, такие, как флеш-накопители, своим интерфейсом данных похожи на обычные жёсткие диски, но имеют свои проблемы и недостатки. Хотя практически сводится к нулю время поиска данных, для оптимизации записи и удаления данных требуются особые алгоритмы, например wear leveling и error detection and correction.
- FAT — исходно дисковая файловая система — теперь часто используется на флеш-дисках. Имеет ограничение на размер файла в 4 гигабайта.
  - exFAT — расширенная версия FAT, используемая для флеш-дисков. Запатентована Microsoft, часто называется как FAT64 — ограничение 264 байт (16 эксабайт).
  - TFAT[англ.] — транзакционная версия FAT файловой системы.
- FFS2 — продолжение файловой системы FFS1, одна из ранних файловых систем для флеш-карт. Разработана и запатентована Microsoft в начале 1990-х годов. U.S. Patent 5 392 427
- JFFS — оригинальная лог-структурированная Linux файловая система для NOR-флеш-носителей.
  - JFFS2 — продолжение JFFS для NAND- и NOR-флеш-носителей.
- LogFS — предназначена для замены JFFS2, лучшая расширяемость. Находится на ранней стадии разработки.
- Non-Volatile File System — файловая система для флеш-дисков, разработанная Palm, Inc..
- YAFFS — лог-структурированная файловая система, предназначенная для NAND-флеш, но может использоваться в NOR-флеш-дисках.
- F2FS — файловая система, ориентированная на флеш-память, в том числе оптимизирована для использования с SSD-накопителями.

### Запись-ориентированные файловые системы
В запись-ориентированных файловых системах файлы хранятся как коллекция записей (а не как неструктурированный набор байтов). Такие файловые системы ассоциируются, прежде всего, со старыми мейнфреймами и операционными системами для мини-компьютеров. Программы считывают и записывают целыми записями, вместо байт, записанных, в определённом порядке; такой способ работы с файлами отражён в операторах ввода-вывода в старых версиях языка FORTRAN.
- Files-11 — ранняя версия была запись-ориентированной; поддержка потоков была добавлена позднее.
- Virtual storage access method (VSAM) — использовалась в System/370 и MVS
- Structured File Server (SFS) — запись-ориентированная файловая система от IBM, оригинальная часть системы Encina[2], теперь интегрирована в CICS.[3]
- RSD (record sequential delimited) — (разделенная последовательность записей) — запись-ориентированная файловая система от IBM.

### Файловые системы для сетевых хранилищ
Файловые системы для общих дисков (также известные как Файловые системы для сетевых (общих) хранилищ (файловая система SAN) или кластерные файловые системы) в основном используются в сетевых хранилищах, где все узлы сети имеют прямой доступ к блоковому устройству хранения, где расположена эта файловая система. Такие файловые системы функционируют даже при поломке одного из узлов. Данные файловые системы обычно используются в кластерах высокой доступности вместе с аппаратным RAID. Файловые системы для сетевых хранилищ обычно не расширяются больше 64 или 128 узлов.
Могут быть симметричными, когда метаданные распределены между узлами, или асимметричными — с централизованными хранилищами метаданных.
- CXFS (XFS для кластера) — файловая система, расширяющая XFS для использования в сети, имеющей SGI-сервера. Сфера применения типична для решений Silicon Graphics — видеомонтаж, обработка массивов видеоматериалов.
- EMC Celerra HighRoad от компании EMC. Доступна для ОС AIX, HP-UX, IRIX, Solaris и Windows. Асимметрична.
- IBM SAN File System[англ.] — распределённая файловая система, разработанная IBM
- Files-11 — файловая система для кластеров VMS, выпущена DEC в 1983, ныне компания HP. Симметрична.
- Global File System (GFS) — компания Red Hat. Выпущена в Linux под лицензией GNU GPL. Симметрична (GDLM) и асимметрична (GULM).
- HP Cluster File System (CFS) (TruCluster) — компания HP. Доступна для Tru64 UNIX.
- Melio FS — компания Sanbolic. Доступна для Windows. Симметрична.
- Nasan — файловая система от компании DataPlow. Доступна в Linux и Solaris. Асимметрична.
- OCFS — Oracle Cluster File System, кластерная файловая система от Oracle. Лицензия GNU GPL. Симметрична
- PolyServe file system (PSFS) — компания PolyServe[4] — используется в их PolyServe Matrix Server[5], который фокусируется на экспортировании клиентам через CIFS или NFS, также как и Microsoft SQL Server и Oracle 9i RAC и 10g. Доступна в Linux и Windows. Симметрична.
- StorNext[англ.] от Quantum. Асимметрична. Доступна в AIX, HP-UX, IRIX, Linux, Mac OS, Solaris и Windows. Совместима с Xsan.
- QFS, создана компанией Sun Microsystems. Доступна в Linux (только клиентская часть) и Solaris (полностью). Асимметрична.
- Veritas Storage Foundation Cluster File System (CFS) — разработана компанией Symantec. Доступна в AIX, HP-UX, Linux и Solaris. Асимметрична.
- Xsan — кластерная файловая система, созданная на основе StorNext File System компанией Apple Computer, Inc совместно с Quantum. Асимметрична, доступна в Mac OS.
- VMFS — разработана VMware/EMC Corporation. Доступна в VMware ESX Server. Симметрична.

## Распределённые файловые системы
Распределённые файловые системы известны и как сетевые файловые системы.
- Amazon S3
- Andrew File System (AFS) — масштабируемая и независимая от расположения ФС, имеет сильный кэш-клиент и использует Kerberos для авторизации. Различные внедрения используют оригинальные части от IBM (ранее Transarc), Arla и OpenAFS.
- Arla — свободно распространяемые сервер и клиент с поддержкой AFS
- Apple Filing Protocol (AFP) — ФС от Apple Computer. AFP может использовать протокол Kerberos для авторизации.
- CIFS — распределённая ФС, основанная на SMB с поддержкой UNIX-прав и блокировок, при этом использующая DNS-имена машин, а не NetBIOS-, в отличие от SMB.
- DCE Distributed File System (DCE/DFS) — ФС от IBM (ранее Transarc) похожа на AFS и полностью соответствует стандарту POSIX и стандартам систем высокой доступности. Доступна для ОС AIX и Solaris под запатентованной лицензией.
- NetWare Core Protocol (NCP) — ФС от Novell. Используется в сетях, основанных на NetWare.
- Network File System (NFS) изначально от Sun Microsystems, теперь является стандартом в UNIX-подобных сетях. NFS может использовать протокол Kerberos для авторизации и кэш клиента.
- Remote File Sharing (RFS) — совместное использование удаленных файлов — сетевая файловая система только[6] для UNIX System V, начиная с Release 3. Использует протокол интерфейса транспортного уровня TLI.
- OneFS[англ.] — One File System, полностью журналируемая распределённая ФС, разработанная Isilon Systems. Позволяет хранить более 150 Тбайт данных.
- OpenAFS — открытая реализация распределенной файловой системы AFS.
- Self-certifying File System (SFS), Глобальная сетевая файловая система, разработанная для безопасного доступа к файлам через различные административные домены.
- Server Message Block (SMB) — изначально разработана IBM (большинство общих версий серьёзно модифицировано Microsoft) — является стандартом в Windows-ориентированных сетях. SMB также известна как Common Internet File System (CIFS) — Общая Файловая система в Интернет. SMB может использовать протокол Kerberos для авторизации.
- v9fs — распределённая файловая система для ОС Plan 9 и Inferno.

### Распределённые параллельные файловые системы с защитой от сбоев
Распределённые файловые системы, являющиеся параллельными и с защитой от сбоев, разделяют и реплицируют данные на многие сервера для высокой производительности и обеспечения целостности данных. Даже когда сервер даёт сбой, данные не теряются. Данные файловые системы используются в высокоскоростных вычислениях и кластерах высокой доступности.
Все здесь перечисленные файловые системы фокусируются на высокой доступности, масштабируемости и высокой производительности, если не указано иначе.
- Ceph — свободная распределённая файловая система, может использоваться на системах, состоящих как из нескольких машин, так и из тысяч узлов. Не требует какой-то особой поддержки от ядра. Может работать поверх блочных устройств, внутри одного файла или используя существующую ФС.
- Coda — ФС, созданная в Carnegie Mellon University и нацеленная на операции, адаптируемые к пропускной способности канала (включая операции в режиме off-line). Использует кэш на стороне клиента для мобильных компьютеров. Данная ФС является потомком AFS-2 и доступна для Linux под лицензией GNU GPL.
- dCache — ФС от компаний Fermilab и DESY. Является бесплатным ПО (однако не относится к свободному программному обеспечению из-за лицензионных ограничений).
- ExaFS — распределённая ФС от Exanet. Идёт как часть ExaStore, основанном на Linux NAS решении запущенном на оборудовании Intel, обслуживает NFS v2/v3, SMB/CIFS и AFP для Microsoft Windows, Mac Os, Linux и других UNIX клиентов. Доступна под патентованной лицензией.
- Gfarm — ФС, использующая OpenLDAP или PostgreSQL для метаданных и FUSE или LUFS для монтирования. Доступна в Linux, FreeBSD, NetBSD и Solaris под лицензией X11.
- GlusterFS — настраиваемая высокопроизводительная кластерная ФС, распространяемая как часть GNU Clustering Platform. Доступна для любой POSIX совместимой операционной системы, под лицензией GNU GPL.
- GPFS — General Parallel File System, виртуальная файловая система для параллельной обработки данных разработанная IBM. Поддерживает репликацию между подсоединенными блочными устройствами хранения. Доступна в AIX, Linux и Windows. Синхронная или асинхронная репликация (настраиваемо).
- Google File System — кластерная ФС, оптимизированная для работы с большими блоками данных по 64 МБ, а также обладающая повышенной защитой от сбоев. Вся информация копируется и хранится в трёх местах одновременно, при этом система способна очень быстро находить реплицированные копии, если какая-то машина вышла из строя. Задачи автоматического восстановления после сбоя решаются с помощью программ, созданных по модели MapReduce. Является коммерческой тайной компании Google. Доступна только через Google App Engine.
- IBRIX Fusion — программный пакет Fusion Software Suite, реализующий кластерную файловую систему Segmented File System. Создана компанией IBRIX. Доступна в Linux под патентованной лицензией.
- Lustre — предназначена для использования в больших Linux-кластерах (от 1000 машин) Используется на многих самых производительных кластерах в мире. Лицензия GNU GPL.
- MooseFS — это отказоустойчивая распределённая сетевая файловая система. Она распространяет данные на несколько серверов, которые видны пользователю как один ресурс. Для стандартных файловых операций MooseFS выступает в качестве других Unix-подобных файловых систем. Совместима со стандартом POSIX.
- MogileFS — распределённая ФС, созданная в рамках проекта LiveJournal и реализованная на уровне многоплатформенного приложения на Perl. Не совместима со стандартом POSIX, использует плоское пространство имен, уровень приложений, MySQL для метаданных и протокол HTTP для транспорта. Разработана компанией Danga Interactive. Доступна в Linux под лицензией GPL.
- OneFS distributed file system — компания Isilon. Основанная на ОС BSD на выделенном Intel оборудовании, обслуживает NFS v3 и SMV/CIFS для Windows, Mac OS, Linux и других UNIX клиентов, доступна под патентованной лицензией.
- Panasas ActiveScale File System (PanFS) — компания Panasas — использует объектные устройства хранения. Доступна в Linux под патентованной лицензией.
- PeerFS — Radiant Data Corporation — фокусируется на высокой доступности и высокой производительности, использует репликацию типа точка-точка с множественными источниками и целями. Доступна в Linux под патентованной лицензией.
- POHMELFS (Parallel Optimized Host Message Exchange Layered File System) — кэш-согласованная распределённая файловая система, может рассматриваться как более быстрая и изящная замена широко распространённого протокола сетевого доступа к файловым системам Network File System (NFS). 9 июня 2009 года поддержка POHMELFS была включена в версию ядра Linux 2.6.30.
- Tahoe-LAFS[7] — данные дублируются, шифруются, поддерживается контроль доступа[8], написана на Python под GPLv2
- TerraGrid Cluster File System — Terrascale Technologies Inc — реализует связанность кэша под запросу и использует стандарт iSCSI и модифицированную версию файловой системы XFS. Доступна в Linux под патентованной лицензией.

В разработке:
- zFS, от компании IBM (не путать с ZFS от Sun Microsystems) фокусируется на кооперативном КЭШе и распределённых транзакциях, использует объектные устройства хранения. Находится в разработке и на данный момент недоступна.
- Hadoop Distributed File System — бесплатный клон GoogleFS
- HAMMER/ANVIL от Matt Dillon
- OASIS от ETRI. Весьма схожа с Lustre или Panasas. Доступна в Linux через специальную программу переноса программ, предоставленную ETRI.
- Parallax[9]
- XtreemFS[10] — бесплатная открытая параллельная объектно-ориентированная файловая система. Разработана как часть XtreemOS[11], полностью интегрирована с управлением Virtual organization (VO).

### Файловые системы точка-точка
- CFS — файловая система только для чтения, основанная на распределенной таблице хэшей Chord DHT.
- Cleversafe[12] Используется Cauchy Reed-Solomon Information Dispersal Algorithms — дисперсионные информационные алгоритмы — (IDAs) для разделения данных в неопределимых срезах и распространения их через безопасные соединения через Internet на множественные места хранения.
- Infinit — это широко масштабируемая файловая система точка-точка, разработанная на C++. Даёт пользователям надежное и безопасное хранение их файлов пространственно-независимым и реплицируемым путём. Позволяет делиться файлами с контролируемым набором пользователей.
- Ivy — файловая система чтения/записи, основанная на логах, отсюда невозможность масштабирования с большим количеством пользователей.
- Pastis — французская файловая система точка-точка, разработанная на Java.

## Файловые системы специального назначения
- AppleShare — сетевая файловая система в ранних версиях Mac OS
- archfs — архивирующая файловая система
- CDfs — система поддержки чтения и записи CD
- cfs — кэширующая файловая система
- Coda — файловая система с поддержкой автономной работы, происходит из OpenAFS.
- compFUSEd (оверлей прозрачного сжатия — чтение/запись, основан на FUSE)
- Cramfs — Compressed ROM file system, свободная сжатая файловая система для GNU/Linux для встраиваемых систем, основанных на ПЗУ.
- Cromfs — работающая в пользовательском пространстве (FUSE) файловая система только для чтения, использующая эффективность LZMA-алгоритма сжатия.
- Datalight Reliance — транзакционная файловая система для 32-битных встроенных систем от Datalight.
- Davfs2 — расширение файловой системы WebDAV
- DFS — распределённая (сетевая) файловая система для ОС семейства Microsoft Windows
- FDI — файловая система, разработанная Intel для Flash-носителей. Используется, в частности, в сотовых телефонах марки Motorola.
- ftpfs — файловая система, используемая при доступе по протоколу ftp
- FUSE — файловая система пользователя, аналогична lufs, но имеющая лучшую архитектуру.
- FuseCompress — основана на FUSE, предоставляет прозрачное сжатие данных.
- GmailFS — (Google Mail File System) — файловая система Google для своей почтовой системы Gmail.
- HDFS — распределенная файловая система, являющаяся частью проекта Apache Hadoop.
- InterMezzo — является преемником Coda, поддерживает синхронизацию с сервером и кэширование файлов.
- Kimberlite — система, позволяющая подключить две машины под ОС GNU/Linux к одному SCSI-накопителю.
- lnfs — система поддержки длинных имён
- LUFS[англ.] — система для доступа по протоколам ftpfs, ftp ssh
- MapFS — распределённая файловая система компании Levanta. Позволяет монтировать группе машин удаленную файловую систему, доступную в режиме только для чтения, но дающую возможность модификации файлов, при этом изменения, произведенные на каждой машине, сохраняются локально. Лицензия GNU GPL.
- MelioFS — распределённая файловая система компании Sanbolic. Позволяет множеству машин одновременно работать на чтение и на запись не только с одним томом, а даже с одним файлом. Поддерживается множество родных возможностей по работе с файловыми системами MS Windows.
- mini fo (The mini fanout overlay file system) — перенаправляет модифицированные операции в записываемое пространство, названное каталог хранения, оставляет оригинальные данные в основном каталоге незатронутыми. При считывании файловая система смешивает модифицированные данными и оригинальные, так, чтобы была показана только наиболее новая версия.
- MVFS — MultiVersion File System — мультиверсионная файловая система, проприетарная, используется Rational ClearCase.
- NCUFS — The NetWare UNIX Client File System (NUCFS), сетевая файловая система от SCO, используется для подключения UNIX-клиентов к файловым ресурсам серверов Novell NetWare.
- nntpfs — система, поддерживающая протокол netnews
- NOOFS — сетевая файловая система, использующая в качестве хранилища данных SQL-базу, в частности PostgreSQL.
- ParFiSys — экспериментальная файловая система для параллельной обработки данных
- plumber (Plan 9) — система обмена сообщениями между работающими процессами, иначе — реализация механизма «многопоточности»
- PVFS — распределенная файловая система, заменяющая NFS для кластера. Состоит из централизованного сервера метаданных и множества демонов ввода-вывода, непосредственно занимающихся отдачей и сохранением информации. Данные хранятся на специально отведенных нодах кластера, возможности резервирования пока отсутствуют.
- ramfs — система, используемая для создания RAM-диска в процессе загрузки ОС семейства BSD и на ядре Linux
- romfs — (ROM filesystem) — чрезвычайно простая файловая система, без многих функций, предназначена для записи важных файлов в EEPROM. Доступна в Linux, и возможно в других UNIX-похожих системах.
- Squashfs — система, компрессирующая данные с атрибутом «только для чтения»
- tmpfs — файловая система, поддерживающая работу с виртуальной памятью.
- UMSDOS — файловая система, подобная FAT, но расширенная для хранения прав доступа и метаданных, используется в ОС на ядре Linux.
- UnionFS — каскадно-объединённая файловая система, которая может смешивать содержимое различных каталогов (ветви), оставляя содержимое физически разделенным.
- WDK.VFS — SiteAdmin CMS — виртуальная файловая система, представлена Evgenios Skitsanos.
- wikifs — файловая система, используемая Википедией
- Barracuda WebDAV plugin[13] — безопасный сетевой файловый сервер для встроенных устройств.
- SODA: a Lease-based Consistent Distributed File System[14] — ранние 1990-е годы.
- SysmanFS[15] (Основана на FUSE), виртуальная файловая система для управления кластерами.
- pramfs[16] — защищенная и постоянная файловая система для RAM-устройств.
- ERTFS ProPlus64[17] — идёт с интегрированной операцией защиты от сбоев, по умолчанию работает в журналируемом режиме.
- Callback File System[18] — виртуальная файловая система для Windows.
- Owner-Free Filesystem[19] — распределённая файловая система, в которой никакой файл не хранится целиком на единственном компьютере.

### Псевдо- и виртуальные файловые системы
- devfs — устаревшая система файловых устройств в ОС семейств BSD, GNU/Linux.
- procfs — система для обслуживания процессов, устаревший механизм ОС семейств BSD, GNU/Linux.
- specfs — специальная файловая система для файловых устройств.
- sysfs — получение информации о системных устройствах и драйверах в GNU/Linux.
- CrossDOS — промежуточная файловая система для переноса данных между другими файловыми системами в AmigaOS.

### Шифрованные файловые системы
- eCryptfs[20] — Криптографическая файловая система в ядре Linux начиная с версии 2.6.19.
- EncFS, GPL Encrypted filesystem (Шифрованная файловая система) — в пользовательском пространстве.
- EFS (Encrypted file system, Шифрованная файловая система) — для Microsoft Windows систем. Является расширением файловой системы NTFS, использует сертификаты шифрования.
- CryFS: криптографическая файловая система созданная специально для облачного хранилища
- FSFS[21] — Fast Secure File System — Быстрая Безопасная Файловая Система
- PhoneBookFS
- Rubberhose filesystem
- Solid File System[22] (SolFS) — кроссплатформенная однофайловая виртуальная файловая система с шифрованием и сжатием.
- Secure Shell File System (SSHFS) — позволяет локально монтировать каталог с удаленного сервера, используя только учётные данные secure shell.
- ZFS — файловая система с шифрованием и сжатием.

### Файловые системы с защитой от сбоев
Файловые системы с встроенной избыточностью. Обычные файловые системы для встроенных систем, использующие транзакции или журналы, не должны попасть в этот список.
- RAIF Redundant Array of Independent Filesystems — Избыточный Массив Независимых Файловых систем — файловая система, похожая на структуру RAID.
- ZFS содержит свою реализацию RAID-5 и RAID-6 (RAID-Z и RAID-Z2, соответственно), RAID-0 и RAID-1.